# From Our Memento Box
From Our Memento Box – piąty minialbum południowokoreańskiej grupy Fromis 9, wydany 27 czerwca 2022 roku przez wytwórnię Pledis Entertainment. Płytę promował singel „Stay This Way”.
To ostatni album z Jang Gyu-ri, która opuściła grupę 28 lipca 2022 roku.

## Lista utworów
| CD | CD              | CD                                       | CD                                                                           | CD                                           | CD      |
| Nr | Tytuł utworu    | Tekst                                    | Kompozycja                                                                   | Aranżacja                                    | Długość |
| -- | --------------- | ---------------------------------------- | ---------------------------------------------------------------------------- | -------------------------------------------- | ------- |
| 1. | „Up And”        | Baek Ji-heon, Stella Jones (153/Joombas) | Stella Jones (153/Joombas), Xox (153/Joombas)                                | Xox (153/Joombas)                            | 3:12    |
| 2. | „Stay This Way” | Seo Ji-eum                               | Justin Reinstein, Lee Woo-min "collapsedone", Anna Timgren                   | Justin Reinstein, Lee Woo-min "collapsedone" | 3:15    |
| 3. | „Blind Letter”  | Lee Seu-ran                              | Slow Rabbit, Adora, Daniel Caesar, Ludwig Lindell, Melanie Fontana, Lindgren | Slow Rabbit, Adora                           | 2:40    |
| 4. | „Cheese”        | Danke (Lalala Studio)                    | C'SA, Hongsamman, Hee Chang (Coke Paris)                                     | Hongsamman, Hee Chang (Coke Paris)           | 3:01    |
| 5. | „Rewind”        | Wkly, C'SA                               | C'SA, Sweetch, Niko                                                          | Sweetch, Niko                                | 3:33    |

## Notowania
| Lista                                 | Pozycja |
| ------------------------------------- | ------- |
| Circle Weekly Album Chart             | 1       |
| Japanese Albums (Oricon)              | 6       |
| Japanese Hot Albums (Billboard Japan) | 6       |

## Nagrody w programach muzycznych
| Program                | Data         | Źródło |
| ---------------------- | ------------ | ------ |
| The Show (SBS MTV)     | 5 lipca 2022 | [ 6 ]  |
| Show Champion (MBC M)  | 6 lipca 2022 | [ 7 ]  |
| M Countdown (Mnet)     | 7 lipca 2022 | [ 8 ]  |
| Music Bank (KBS2)      | 8 lipca 2022 | [ 9 ]  |
| Show! Music Core (MBC) | 9 lipca 2022 | [ 10 ] |

## Sprzedaż
| Kraj             | Sprzedaż |
| ---------------- | -------- |
| Korea Południowa | 192 686  |
| Japonia          | 9279     |